# Asparagus squarrosus
Asparagus squarrosus är en sparrisväxtart som beskrevs av Johann Anton Schmidt. Asparagus squarrosus ingår i släktet sparrisar, och familjen sparrisväxter.
Artens utbredningsområde är Kap Verde. Inga underarter finns listade i Catalogue of Life.